# Oscheret
Oscheret oder Pays d'Oscheret ist ein alter Pagus im Umkreis von Dijon im heutigen Département Côte-d’Or in der französischen Region Bourgogne-Franche-Comté. Der Name stammt vom Fluss Ouche, einem Nebenfluss der Saône, der durch Dijon fließt.
Zur Zeit des Königreichs Burgund (6.–9. Jahrhundert) wurde das Oscheret zur Grafschaft im weltlichen bzw. Archidiakonat im kirchlichen Sinne. Einziger bekannter Graf von Oscheret war Anskar, † 898/902, 870/887 Graf von Oscheret und ab 888/891 Markgraf von Ivrea, einer der Stammväter des Hauses Burgund-Ivrea